# 暗色毛蜗牛
暗色毛蜗牛（学名：Trichochloritis percussa）为坚齿螺科毛蜗牛属的动物，是中国的特有物种。分布于湖北、云南等地，生活环境为陆地，一般栖息于山区丘陵及农田附近潮湿的灌木草丛中、落叶石块腐木下以及石缝中。